# Siraj Sikder
Siraj Sikder (Bengali: সিরাজ সিকদার; Bhedarganj Upazila, 27 de setembro de 1944 – 2 de janeiro de 1975) foi um político e revolucionário de Bangladesh. Teórico e ideólogo maoísta (Pensamento de Mao Tse Tung). Fundador, líder e inspirador dos organização comunista Purba Banglar Sarbahara Party (Bengali: পূর্ব বাংলার সর্বহারা পার্টি). Em 1971 ele participou da Guerra de Independência de Bangladesh.
Foi assassinado na prisão em 1975.